# Roland Hertner (Leichtathlet)
Roland Hertner (* 21. März 1957) ist ein ehemaliger Schweizer Crossläufer und Hindernisläufer.
Er war von 1979 bis 1988 zehnmal Schweizer Meister über 3000 m Hindernis sowie Schweizer Meister im Crosslauf 1984. Er nahm an den Crosslauf-Weltmeisterschaften 1982, 1983 und 1984 sowie den Leichtathletik-Europameisterschaften 1986 über  3000 m Hindernis teil. 1988 erhielt Hertner den Baselbieter Sportpreis.
Hertner startete für den Sportclub Liestal (SC Liestal) und erreichte zwei Schweizer Landesrekorde am 23. August 1985 und 6. August 1986 über 3000 m Hindernis.
Roland Hertner arbeitet als Architekt und Bau-Manager und ist Geschäftsführer der Werkpol AG in Liestal.